# Лисье (Печорский район)
Лисьё — деревня в бывшей Кулейской волости (ныне в Круппской) Печорского района Псковской области.
Расположена на полуострове на западном побережье Псковского озера. Неподалёку есть ещё ряд деревень: к северу, на острове — Коломцы, к югу, на острове — Будовиж.

## Население
Численность населения деревни составляет 115 жителей по состоянию на 2000 год.
| 2001 | 2002 | 2010 |
| ---- | ---- | ---- |
| 115  | ↘95  | ↘65  |

## Топографические карты
- Лист карты O-35-XXII Печоры. Масштаб: 1 : 200 000. Издание 1967 г.